# Be Gentle
"Be Gentle" (em português:  Seja Gentil) é o segundo single do álbum The Best Belong Together, lançado pelo grupo norte-americano de hip hop B.V.S.M.P. em 1988. Na Alemanha a canção permaneceu por 16 semanas na parada, alcançando a posição #12, e nos Países Baixos a canção permaneceu por 15 semanas na parada, chegando a posição #15. Não foi gravado videoclipe para a canção.

## Faixas
7" Single
| N.º | Título                           | Duração |  |
| 1.  | "Be Gentle" (Radio Mix)          | 3:45    |  |
| 2.  | "Be Gentle" (Instrumental Beats) | 4:39    |  |

12" Single
| N.º | Título                           | Duração |  |
| 1.  | "Be Gentle" (European Club Mix)  | 5:11    |  |
| 2.  | "Be Gentle" (Miami Dub)          | 5:05    |  |
| 3.  | "Be Gentle" (Instrumental Beats) | 4:39    |  |

CD Maxi single
| N.º | Título                          | Duração |  |
| 1.  | "Be Gentle" (Radio Edit)        | 3:45    |  |
| 2.  | "Be Gentle" (Instrumental)      | 4:40    |  |
| 3.  | "Be Gentle" (European Club Mix) | 5:12    |  |
| 4.  | "Be Gentle" (Miami Dub)         | 5:02    |  |

## Posições nas paradas musicais
| Parada musical (1988)              | Melhor posição |
| ---------------------------------- | -------------- |
| Alemanha - Germany Top 100 Singles | 12             |
| Países Baixos - MegaCharts         | 15             |

| Parada de fim de ano (1988)        | Melhor posição |
| ---------------------------------- | -------------- |
| Alemanha - Germany Top 100 Singles | 91             |